# Глодеану-Сарат (Бузау)
Глодеану-Сарат (рум. Glodeanu-Sărat) насеље је у Румунији у округу Бузау у општини Глодеану-Сарат. Oпштина се налази на надморској висини од 65 m.

## Становништво
Према подацима из 2011. године у насељу је живело 4683 становника.